# Террамары
Террамары (итал. terramare — «чёрная», «жирная земля», или terra — «земля» и marna — «мергель»): 
1) Современное местное название для невысоких холмов из чернозёма, используется в долине реки По между Болоньей и Пармой (Северная Италия). 
2) Современное название в научной и научно-популярной литературе посёлков-крепостей бронзового века на подобных (см. выше) холмах.

## Общее описание
Отложения невысоких холмов-террамар сформировались за счёт накопления мусорных отбросов на месте длительного времени обитания людей бронзового века, с XIX века в них находят остатки керамических и бронзовых изделий, кости, зёрна злаков и винограда, веретёнца, украшения в виде заколок, бус и другие подобные артефакты. Местные крестьяне региона Эмилия-Романья использовали землю из этих холмов для сельскохозяйственных нужд — в качестве удобрения.
Строить поселения-террамары в долине реки По начали переселенцы, пришедшие на Апеннинский полуостров в 1-й половине 2-го тысячелетия до н. э. из-за Альп, вероятно, изначально со Среднего Дуная. Они положили начало значительной археологической культуре бронзового века в Италии — так называемой «Террамар культуре» (расцвет во 2-й половине 2-го тысячелетия до н. э.). Площадь поселений — 1-2 га, археологами обнаружены столбы, сохранившиеся от жилищ древних людей, большинство исследователей считают их сваями, на которых покоились посёлки, таким образом относя террамары к свайным жилищам, защищаемым от набегов врагов водным пространством. Другие учёные видят в этих столбах просто частокол вокруг селений. Также на некоторых памятниках имеются окружающие валы и столбы, позволяющие предположить защиту от наводнений. По одной из гипотез, террамары строились из мергеля на сваях, сначала на сухом месте, а потом всё пространство вокруг строений заливали водой — получался посёлок на искусственном болоте.

## Спорность планировки
Обнаруженные археологами строения террамар находились на забитых в землю сваях, что дало основание называть их «свайными постройками на суше». Гипотеза о более влажном климате в эпоху бронзового века позволяет предположить, что это были свайные жилища, однако это утверждение оспаривается рядом учёных, так как, вероятно, климат 2-го тысячелетия до н. э. в Северной Италии мог не сильно отличаться от современного. Таким образом дискуссионным остаётся вопрос о типе жилищ, который представляли собой террамары. Также спорна и планировка этих укреплённых посёлков. Советский исследователь средины XX века А. Л. Монгайт отмечал, что ни одна из террамар не была настолько раскопана, чтобы можно было с уверенностью судить о расположении строений внутри неё. Он предполагал четырёхугольную и ромбовидную планировку террамар, наличие вала с деревянными конструкциями и рва заполненного водой. Также, вероятно, въездные ворота находились с узкой стороны террамары, от которых вела улица, делившая селение на две половины.

План террамары Кастеллаццо-ди-Фонтанеллато.

## Кастеллаццо-ди-Фонтанеллато
Самое крупное из найденных поселений Террамар культуры — Кастеллаццо-ди-Фонтанеллато, раскапывалось в 1888-96 годах в 23 км к северо-западу от города Пармы итальянским археологом Л. Пигорини и другими. Данная террамара имела в плане трапециевидную форму, была окружена рвом шириной 3,75 м и глубиной 3,5 м, а также земляным валом, шириной у основания 15 м. Через ров были перекинуты деревянные мосты, внутри поселения находились ряды свай, поддерживавшие, вероятно, помост с хижинами. Улицы представляли собой укреплённые деревом земляные насыпи и пересекались под прямым углом. Население этого поселения жило патриархально-родовым строем, погребальный обряд — трупосожжение, прослежен на двух некрополях.